# 丹沢山地
丹沢山地（たんざわ さんち）は、神奈川県北西部に広がる山地。東西約40キロメートル、南北約20キロメートルに及び、神奈川県の面積の約6分の1を占める。秩父山地等と合わせて関東山地とも呼ばれる。丹沢山地の大部分は山岳公園として丹沢大山国定公園と神奈川県立丹沢大山自然公園に指定されている。

## 地理

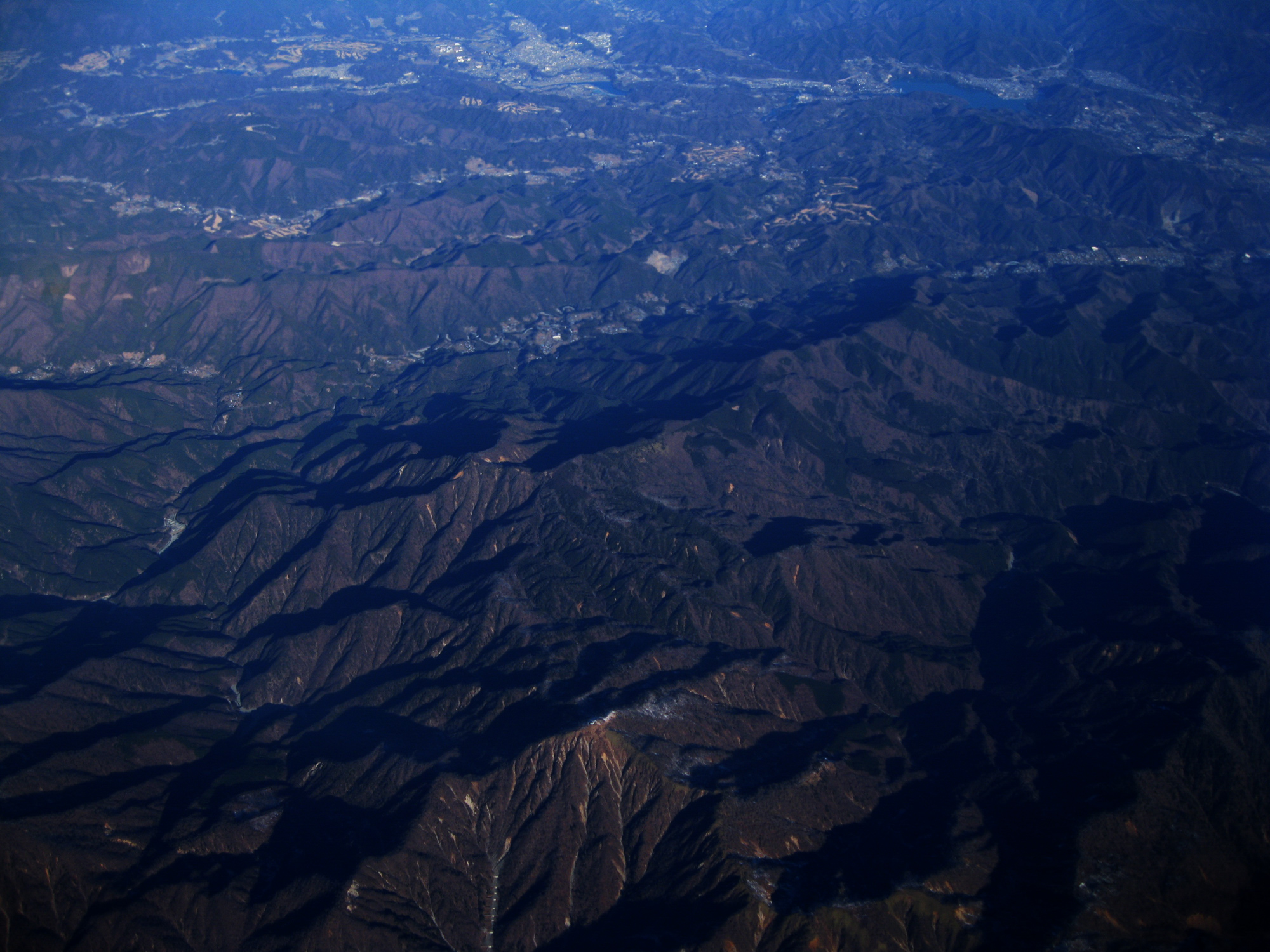
丹沢山地の鳥瞰

最高峰の蛭ヶ岳でも標高1,673mと標高では中級山岳程度であるが、尾根と谷沢が成す地形は複雑である。登山口からの標高差が大きい山が多く（最も一般的な大倉尾根は標高差1200m）、地形が複雑なことと、東京都心部から行きやすく登山者から人気があることから、遭難事故も度々起きている。
壮年期の山であるが、関東大震災により大量のガレが発生した結果、玄倉川（くろくらがわ）の上流は不相応に立派な河原を持つ。尾根の内、津久井青野原から焼山、黍殻山、姫次、蛭ヶ岳、丹沢山を経て塔ノ岳 (1491m) に至る尾根を主脈（丹沢主脈）、蛭ヶ岳から西に向かい、臼ヶ岳、檜洞丸、犬越路を経て大室山 (1588m) に至る尾根を主稜（丹沢主稜）と称する。大室山は山梨・神奈川県境上に位置する。この甲相国境尾根は、東は山梨県道志村の月夜野地区、西は三国山までのことを言い、その尾根は籠坂峠で富士山と接続する。
塔ノ岳から南東に向かってヤビツ峠に至る尾根を表尾根と言い、南下する大倉尾根と共に、小田急小田原線が開通して以来、手軽な登山コースとして親しまれている。また、神奈川県相模原市緑区青野原から主脈を登り、袖平山から神ノ川（かんのがわ）に下り、犬越路を越え、中川を下り、大滝沢から畦ヶ丸に登り、甲相国境尾根を下って山中湖畔に至る経路が東海自然歩道として整備されている。
一般的に中央部の蛭ヶ岳を境に、交通アクセスが便利で開けている東丹沢と、山深く交通アクセスのやや不便な西丹沢の2つに区分される。また、塔ノ岳以南を表丹沢や南丹沢、丹沢主稜以北を北丹沢や裏丹沢と呼ぶこともある。
丹沢山地の北東部に宮ヶ瀬湖（宮ヶ瀬ダム）、南西部に丹沢湖（三保ダム）がある。
| 道志山塊 西丹沢 東丹沢 丹 沢 主 脈 丹 沢 主 稜 表 尾 根 大 倉 尾 根 仏 果 連 山 甲 相 国 境 尾 根 宮ヶ瀬湖 丹沢湖 ▲蛭ヶ岳 ▲ 丹沢山 ▲塔ノ岳 ▲檜洞丸 ▲鍋割山 ▲大山 ▲大室山 ▲仏果山 ▲畦ヶ丸 ▲菰釣山 ▲三国山 ▲黍殻山 ▲大山三峰山 ▲不老山 ▲大野山 ▲御正体山 ▲不動ノ峰 ▲ 加入道山 ▲権現山 ▲臼ヶ岳 ▲三ノ塔 ▲袖平山 ▲同角ノ頭 ▲高取山 ▲経ヶ岳 ▲檜岳 ▲シダンゴ山 ▲焼山 ●ヤビツ峠 ● 犬越路 山伏峠 ● |
| 丹沢山地の地図。▲をクリックすると山のページにリンクします。※表示環境によっては文字がずれることがあります。 |

- (写真) 仏果山から見た東丹沢の山々、中央に丹沢山
- (写真) 愛川町より仏果連山。左から高取山、仏果山、経ヶ岳、華厳山
- (写真) 三ノ塔から望む表尾根、鍋割・檜岳山稜
- (写真) シダンゴ山より檜岳山稜
- (写真) 高取山から望む大山と表尾根と丹沢主脈
- (写真) 天王寺尾根から見た丹沢三峰
- (写真) 花立付近から見た丹沢主稜。右から蛭ヶ岳、ミカゲ沢ノ頭、臼ヶ岳、大室山、檜洞丸。
- (写真) 蛭ヶ岳から見た丹沢主稜(左手前〜右奥)と石棚・同角山稜(左奥)、富士山（最奥）。
- (写真) 大室山付近から見た甲相国境尾根(中央)と道志山塊(右奥)

## 主要な山
| - 高取山 (706m) - 仏果山 (747m) - 経ヶ岳 (663m) - 華厳山 (602m) - 大山 (1,252m) - 春岳山 (949m) - 岳ノ台 (899m) - 大山三峰山 (935m) - 三角山 （ m） - 雨乞岳 （ m） - 二ノ塔 (1,144m) - 三ノ塔 (1,205m) - 烏尾山 (1,136m) - 行者岳 (1,209m) - 新大日 (1,340m) - 木ノ又大日 (1,396m) - 塔ノ岳 (1,491m) - 大丸 (1,386m) - 小丸 (1,341m) - 鍋割山 (1,273m) - 雨山 (1,176m) - 檜岳 (1,167m) - 伊勢沢ノ頭 (1,177m) - シダンゴ山 (758m) - 高松山(801m) | - 塔ノ岳 (1,491m) - 日高 (1,461m) - 竜ヶ馬場 (1,504m) - 丹沢山 (1,567m) - 不動ノ峰 (1,614m) - 棚沢ノ頭 (1,590m) - 鬼ヶ岩ノ頭 (1,608m) - 蛭ヶ岳 (1,673m) - 姫次 (1,433m) - 袖平山 (1,432m) - 黍殻山 (1,273m) - 焼山 (1,060m) - 東峰 (1,345m) - 中峰 (1,360m) - 西峰 (1,352m) - 花立 (1,370m) | - 蛭ヶ岳 (1,673m) - ミカゲ沢ノ頭 (1,421m) - 臼ヶ岳 (1,460m) - 檜洞丸 (1,601m) - 熊笹ノ峰 (1,523m) - 大笄 (1,510m) - 小笄 (1,288m) - 大室山 (1,588m) - テシロノ頭 (1,491m) - 石棚山 (1,351m) - 同角ノ頭 (1,491m) - 石小屋ノ頭 (1,254m) - 大石山 (1,220m) | - 大室山 (1,588m) - 加入道山 (1,418m) - 畦ヶ丸 (1,293m) - 大界木山 (1,246m) - 城ヶ尾山 (1,199m) - 菰釣山 (1,379m) - 石保土山 (1,297m) - 大棚ノ頭 (1,269m) - 高指山 (1,174m) - 明神山 (1,291m) - 三国山 (1,343m) - 権現山（世附） (1,019m) - 不老山 (928m) - 大野山 (723m) |

## 丹沢山地の生い立ち
丹沢山地を構成する岩体の多くは、南の海で1700〜1200万年前に活発だった海底火山の噴出物からできている。1000万年前にはこの岩体の中心に上昇してきたマグマが貫入し、少しずつ冷えて固まり、西丹沢山地の多くを構成する石英閃緑岩体などとなった。また、このマグマの貫入により岩体が大きく盛り上がり、太平洋に浮かぶ火山島（火山島といっても海上に少し頭を出すくらいの島）となった。この火山島が載っていたフィリピン海プレートが徐々に北上し、500万年前には日本列島と衝突して本州と一体化した。その後、追うように北上してきた伊豆半島の岩体が100〜70万年前にかけて本州と衝突、この圧力によって丹沢山地の岩体が隆起し、山地が形成された。
現在でも徐々に隆起を続けている。1923年の関東地震（関東大震災）やその余震の丹沢地震 (M 7.3) では1m前後の隆起や沈降が起き、山肌も崩壊し荒廃した。

## 自然

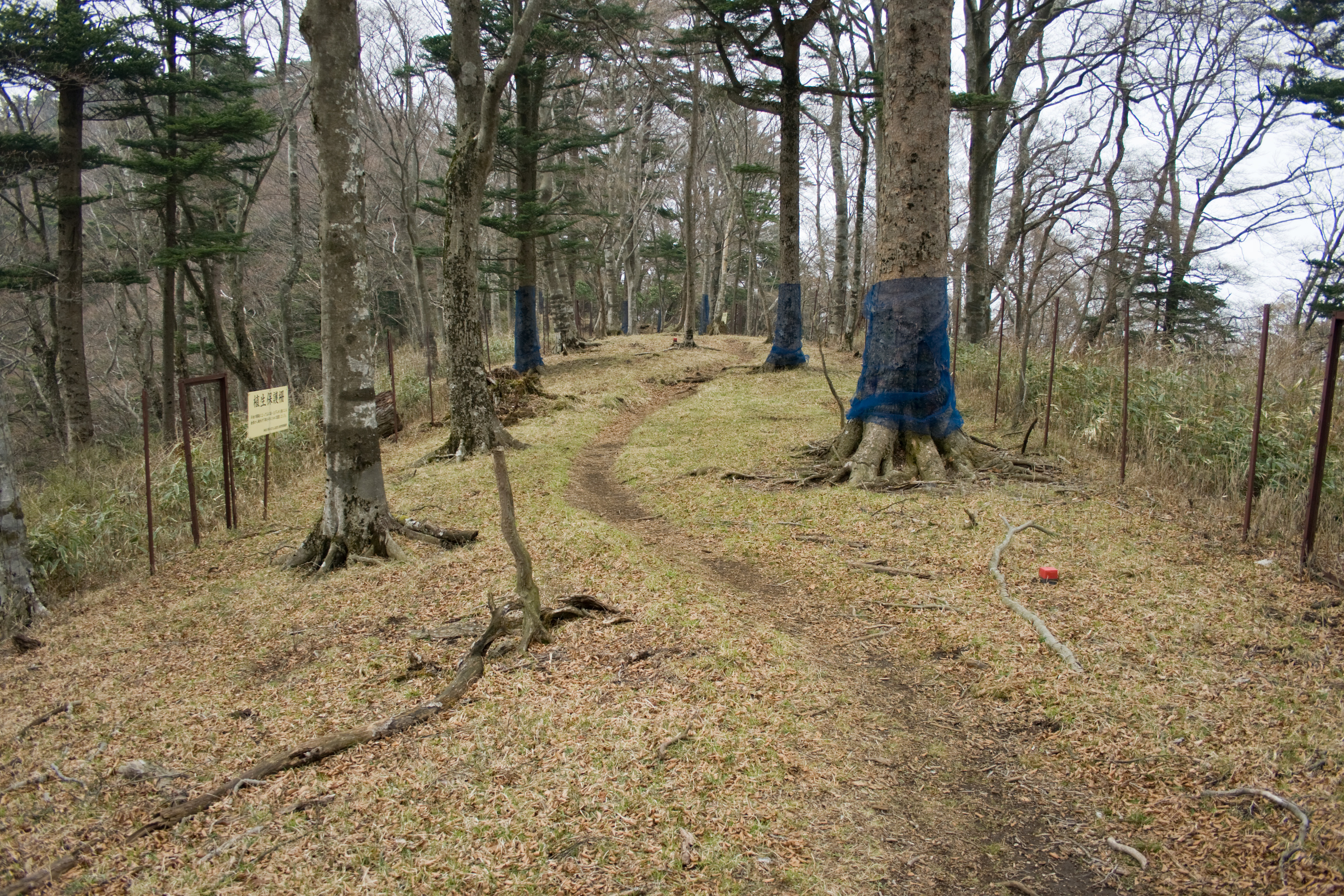
拡大しないと分かりにくいが、両側にシカ柵が設置されている。また、右側の木には食害防止のネットが張られている。（三峰尾根の瀬戸沢ノ頭付近にて）

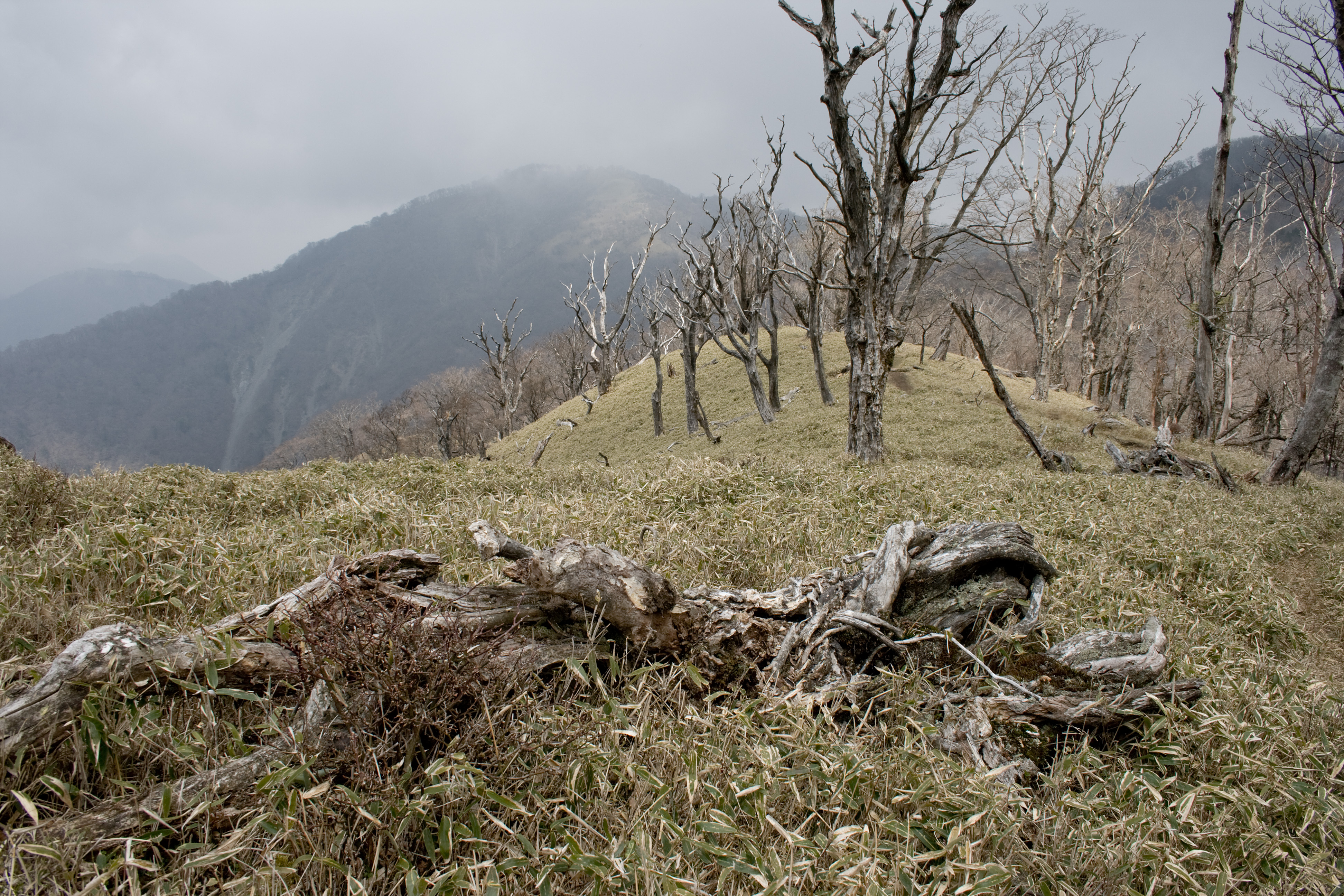
竜ヶ馬場付近の立ち枯れ

### 生態系
丹沢山地は太平洋側の低い山であるが、標高800m以上ではブナやミズナラを中心にした落葉広葉樹林が多く見られる。5月中旬から6月上旬にかけてはシロヤシオやトウゴクミツバツツジの見頃となり、特に檜洞丸は登山者で賑わう。8月下旬から9月上旬にかけて、ごく一部の地域に丹沢山地固有種のサガミジョウロウホトトギスが咲くが、盗掘によって個体数が少なくなっている。
哺乳類は主にニホンジカ、ニホンザル、イノシシ、タヌキ、ホンドギツネ、ニホンカモシカ、ツキノワグマなどが生息している。特にニホンジカの数が増加（#環境問題を参照）しており駆除が必要とされているが、一方でツキノワグマは丹沢山地全域で30頭前後しか生息しておらず、絶滅の恐れもある。

### 環境問題
現在深刻化となっているのは尾根筋の森林の立ち枯れで、丹沢山から蛭ヶ岳にかけての稜線上や竜ヶ馬場付近では顕著に見られる。この原因は定かではないが、丹沢山地が都心に近い事から、自動車の排気ガスから来る光化学オキシダント等の原因が考えられている。
その他にシカの食害問題がある。昭和20年代後半には、狩猟の解禁により丹沢山地のシカは絶滅寸前となったため、
神奈川県は1960年から15年間、シカを禁猟とした。その後、シカが増えだしたため神奈川県が1968年から調査を開始、年間10%前後の勢いで増えていることが確認されてため、1970年から苗木や若木の食害の大きい地区に猟区を設定して保護一辺倒の政策を転換した。
一方でシカの捕獲に胸を痛めた小学生の作文を横浜の合唱団が劇化するなど、様々な反対運動も行われた。
丹沢山地の稜線上では、シカの食害防止柵をいたるところに設置して植生保護がされているほか、草の少ない時期には木の皮までも食べるため、幹にネットを張り保護されている木まである。またヤマビルがシカに付着して生息範囲を広め、現在問題となっている丹沢のヒル増加の一因となった（詳しくは#ヒル問題を参照）。

## 歴史
丹沢山地は古来より信仰の山として知られ、山伏など修験者の修行の場でもあった。山岳や地名には仏果山、経ヶ岳、華厳山、行者ヶ岳、尊仏山（塔ノ岳）、薬師岳（蛭ヶ岳）、菩提、法輪堂（おろんど）など、信仰にちなんだ名前が数多くある。
丹沢山地のシンボル的存在である大山（おおやま）は奈良時代、僧良弁により開山されたと伝わり、古くは「阿部利山」（「大福山」「如意山」）とも言ったが、大山詣り が盛んになった江戸時代後期には中世から使用されていた「雨降」という表記と信仰を強調し「雨降山」という山号を掲げ雨乞いの霊場としての信仰を集めた。現在は、山頂に大山阿夫利神社（おおやまあふり じんじゃ）、中腹に雨降山大山寺（大山不動）、東麓に日向薬師（ひなたやくし）がある。江戸時代には信仰の対象としての 大山詣り が盛んとなった。記録によると大山詣りのための大山講が江戸をはじめ関東一円・中部地方東部・東北地方南部にまで組織され、登山ができたのは夏場の短期間であったにもかかわらず、一夏に10万人近くもの参拝客があったという。大山は山頂からの眺望が良く、比較的手軽に登れるため現在も人気があり、登山口である表参道には多くの宿坊と土産物屋が軒を連ねている。
丹沢山地のうち清川村西部と秦野市丹沢寺山のエリアは幕府直轄領（「丹沢山御林」）、西丹沢の一部が小田原藩領であった。江戸幕府は、山麓の一部に設定された入会林以外の丹沢山地ほぼ全体を御留山とし、山中にあった炭焼き小屋などを接収・廃止の上、伐採・入山を厳しく規制した。そのため、丹沢山中に入れるのは見回りの役人や修験者など一部の者に限られ、盗伐に対して非常に厳しい罰則を与え管理していた。
明治維新後、丹沢山地は皇室財産（御料林）に編入されたため手つかずの自然が多く残っていたが、明治の終わり頃から御料局による開発や御料林の一部民間への払い下げによって伐採・植林が行われるようになった。残っていた御料林も東丹沢が昭和6年に神奈川県に下賜され、また西丹沢が国有林になったことにより本格的に開発されることになる。戦前、戦中、丹沢山地の豊かな木材が乱伐され一部の山が荒廃することになるが、当時の神奈川県職員の保護活動の結果、丹沢山地にはモミ、ツガ、スギの巨木が多数残ることになった。
現在、丹沢山地は首都圏近郊の山として、年間30万人以上の登山者、100万人以上の観光客が訪れる。登山、ハイキング、沢登り、渓流釣り、キャンプ、温泉（飯山温泉・鶴巻温泉等）等、レジャーや保養レクリエーションのエリアとして賑っている。

## 特徴的な山名
丹沢山地の山名には、○○岳、○○山、○○ノ峰のように日本語の山名として一般的なもの以外に、○○丸、○○ノ頭と称するものがあり、以上の分類に当てはまらない山名もある。○○丸には、檜洞丸、畦ヶ丸、大丸、小丸（鍋割山の東方）などの例がある。○○ノ頭は、一般的に沢源頭の固有の名称を持たない峰を沢の名を借りて呼ぶ（本間ノ頭→本間沢からなど）が、例外もあるようである。
以上の分類に当てはまらない山名としては、表尾根の岳ノ台、二ノ塔、三ノ塔、新大日、木ノ又大日、大倉尾根の花立、塔ノ岳から北に日高（ひったか）、竜ヶ馬場（りゅうがばんば）、檜洞丸の北西に大笄（おおこうげ）、小笄（ここうげ）、姫次（ひめつぐ）から西に袖平（そでひら）、風巻（かざまき）、大山三峰山の北に鍋嵐（なべわらし）、鍋割山の南に栗ノ木洞（くりのきどう）、雨山山稜の檜岳（ひのきだっか）がある。なお、檜洞丸（ひのきぼらまる）については、由来の異なる別名、檜洞（ひのきどう）と法螺丸（ほらまる）とが混合した結果だという説がある。

## 交通と登山
一般的には、新宿駅より約1時間で着く小田急小田原線の本厚木駅・伊勢原駅・秦野駅・渋沢駅・新松田駅（JR東海御殿場線松田駅）などが起点となる。本厚木駅からは1時間に1・2本の割合で宮ヶ瀬へのバス便が出ており、途中の煤ヶ谷（すすがや）・仏果山登山口・三叉路バス停などが主な登山口となっているほか、本厚木駅・伊勢原駅から七沢方面へ向かい、そこから入山することも出来る。大山へは伊勢原駅北口から毎時3本運行されており、大山を起点に七沢温泉やヤビツ峠方面への登山が可能である。秦野駅からはヤビツ峠へのバスが出ているが、便数が1日2〜5往復と少ないため、途中の蓑毛バス停から徒歩で柏木林道を登る人も多い。渋沢駅からは大倉へのバスが、新松田駅からは西丹沢へのバスが出ている。山中湖へは、静岡県側はJR御殿場線御殿場駅、山梨県側は富士山麓電気鉄道富士急行線富士山駅からそれぞれバスが出ている。焼山方面へはJR横浜線・相模線・京王相模原線の橋本駅や中央本線相模湖駅からバスに乗車し、一旦三ケ木で東野行・月夜野行のバスに乗り継ぐか、藤野駅からバスに乗車しやまなみ温泉で東野行に乗り継ぐことになるが、どちらも本数が非常に少ない。
2021年9月11日からJRバス関東が丹沢登山向けに東京駅～秦野丹沢登山口大山間で高速バス「秦野丹沢登山号」が土曜、日曜に運行されていたが2022年9月30日をもって廃止された。
自家用車は、宮ヶ瀬水の郷やヤビツ峠へは普通に通行可能で、その先の富士見橋で左折すると広い駐車場がある菩提峠まで入れる。ヤビツ峠に登る途中で分岐する表丹沢林道にはゲートがある。富士見橋を直進すると札掛を経て宮ヶ瀬に至るが、途中で分岐する唐沢林道と本谷林道にはゲートがある。この本谷林道のゲートから400m程進むと塩水林道が分岐する。水無川左岸の市道52号（通称戸川林道）は戸沢出合まで車で入れる。戸沢出合から天神尾根か政次郎尾根を登るのが塔ノ岳への最短コースとなる。
西山林道（四十八瀬川左岸）は二俣まで車で入れるが、未舗装である。源蔵畑林道（四十八瀬川右岸）は舗装されていて、表丹沢県民の森まで車で入れる。寄（やどりぎ）方面は秦野峠林道の分岐まで入れる。秦野峠林道は両端にゲートがある。三保ダムから中川白石谷方面は用木沢出合まで車で入れるが、東の玄倉林道は小川谷出合の先、西の世附林道は大又沢の手前にゲートがある。
なお神奈川県自然環境保全センター（厚木市）では、烏尾山からの眺望をバーチャルリアリティ（VR）で疑似体験できる機器を利用できる。

## ヒル問題
登山者や周辺住民に問題視されているのが、ヒル（ヤマビル）の分布拡大と血を吸われる被害である。特に東丹沢と表丹沢で夏季に猛威をふるっており、入山すると必ずヒルが付くような地域もある。最近では、以前までほとんどヒルが見られなかった西丹沢山域でも少しずつ被害が出始めており、今後はさらに被害域が広がると予想されている。登山道入口には熊の出没に注意を促す立て札とともに、ヒルに対する注意や対処なども多く見られる。タッパなどにヒル除けの塩を入れて常備してある場所もある。
本来の生息域は山間部のみであったが、既に愛甲郡清川村全域及び秦野市や相模原市など周辺市町村にまで拡大を続けており、農作業中に吸血される被害も多数報告されている。主に、野生動物がヒルを媒介する事が知られている。丹沢では、シカの個体数1500頭が目安とされている面積に対し、現在4000頭余が棲息していると推計されており、ヒルの生息地域拡大をもたらしていると考えられる。

### 対策
現在とられている対策の一つに、草刈りによってヒルが嫌う乾燥地帯を作り、生息域拡大の防波堤とするものがある。これは減少に一定の効果が上げられているが、根絶するまでには至らず、有効な決め手は見つかっていない。森林の食害を減らすことを主目的にシカの個体数調整が行われており、これも将来は副次的に平地に近いエリアでヒルを減らす効果が期待できる。

## 丹沢山地を舞台とする作品
- 『ゴジラvsモスラ』
- 『ゴジラ・モスラ・キングギドラ 大怪獣総攻撃』
- 『GODZILLA 怪獣惑星』
- 中里介山『大菩薩峠』「無明の巻」「禹門三級の巻」「白骨の巻」「めいろの巻」
- 非婚同盟（主人公の伊庭由起子の別荘がある山として登場）